# Пачрами, Фадиль
Фадиль Пачра́ми (алб. Fadil Paçrami; 25 мая 1922, Шкодер — 16 января 2008, Тирана) — албанский политик, писатель и драматург, видный деятель Албанской партии труда. В 1965—1966 — министр образования и культуры, в 1970—1973 — председатель Народного собрания НРА. Репрессирован за «либеральный уклон», отбыл 15 лет заключения. Освобождён при падении коммунистического режима в Албании. Известен также как автор литературных произведений и театральных пьес.

## Учёба и война
Родился в мусульманской семье, но среднее образование получил в католическом колледже. Затем отбыл в Италию, изучал медицину в Болонском университете.
В 1942 Фадиль Пачрами прервал учёбу, вернулся в Албанию и примкнул к коммунистическому партизанскому движению. Вступил в албанскую компартию (КПА; с 1948 — Албанская партия труда, АПТ). Состоял в Антифашистском совете национального освобождения.

## Партийно-государственные должности. «Либеральный уклон»
На первых же выборах, организованных коммунистами, Фадиль Пачрами был избран депутатом Народного собрания НРА. С 1948 по 1957 был главным редактором центрального печатного органа АПТ газеты Зери и популлит. Выступал свидетелем обвинения на процессе Кочи Дзодзе.
В 1950—1970 — заместитель председателя Народного собрания. Входил в состав ЦК АПТ. Некоторое время являлся секретарём окружного комитета АПТ в Тиране.
В начале 1965 Фадиль Пачрами был назначен министром образования и культуры, но занимал этот пост недолго, до марта 1966. С 1970 по 1973 являлся председателем Народного собрания НРА (должность носила в основном церемониальный характер; реальное руководство парламентом осуществлял председатель президиума Хаджи Леши).
Фадиль Пачрами являлся в ЦК АПТ одним из руководителей культурной политики. На фоне жёсткого сталинистского догматизма Энвера Ходжи и его окружения, курс Фадиля Пачрами отличался выраженным «либеральным уклоном». Он старался хотя бы в некоторых пределах сохранять для албанских писателей возможности индивидуального творчества. Пачрами и сам был известен как писатель и драматург, автор ряда повестей и пьес (главной его темой были взаимоотношения личности с коллективом).

## Нестандартный фестиваль. Арест и заключение
В декабре 1972 года Фадиль Пачрами выступал одним из организаторов ежегодного музыкального фестиваля Festivali i Këngës, проводимого албанским Гостелерадио. Исполнялась бит-музыка, к выступлениям были допущены нестандартно одетые юноши и девушки, проявлявшие некоторую раскованность. Хотя, по последующим отзывам, принципиальных отличий от других государственных мероприятий фестиваль не имел, даже такие новации были восприняты как недопустимый «либерализм», «подрыв культуры социалистического реализма» и «преклонение перед Западом».
В июне 1973 был созван пленум ЦК АПТ, специально посвящённый фестивалю и борьбе с «либеральным уклоном». Фадиль Пачрами и гендиректор Гостелерадио Тоди Лубонья подверглись резкой критике. Особенно жёсткие обвинения выдвинули в адрес Пачрами и Лубоньи сам Энвер Ходжа и его жена Неджмие. Вскоре Союз писателей НРА исключил Пачрами из своего состава, обвинив в «предательстве партии и нации». Пачрами был также исключён из АПТ.
21 октября 1975 Фадиль Пачрами был арестован Сигурими (несколько ранее, летом 1974 арестовали Тоди Лубонью). В 1977 суд приговорил Пачрами к 25 годам заключения. Он оставался в тюрьме и после смерти Энвера Ходжи, в общей сложности более 15 лет.

## После освобождения
Освободился Фадиль Пачрами в 1990 году, незадолго до окончательного падения коммунистического режима в Албании. Занимался литературной работой, в активной политике не участвовал. В 1999 году был издан сборник пьес Фадиля Пачрами.
Скончался Фадиль Пачрами в возрасте 85 лет.